# Sueus niisimai
Sueus niisimai is een keversoort uit de familie snuitkevers (Curculionidae). De wetenschappelijke naam van de soort werd in 1926 gepubliceerd door Hans Eggers.